# Epáno Váthia
Epáno Váthia, en grec moderne : Επάνω Βάθεια, est un village du dème de Chersónissos, dans le district régional de Héraklion, de la Crète, en Grèce. Selon le recensement de 2001, la population d'Epáno Váthia  compte 152 habitants. Il est situé à une altitude de 260 m et à une distance de 15 km de Héraklion.

## Histoire
Le village est référencé, dans un contrat de 1271, sous le nom de Panno Vathia. Dans le recensement de la population, de 1583, par Pietro Castrofilaca, il est cité sous le nom de Vathia Appano, avec 125 habitants. Pendant l'occupation turque, il n'est habité que par des Turcs. En 1834, il ne compte que dix familles ottomanes et en 1881, seulement 225 habitants turcs.
Il est mentionné dans tous les recensements vénitiens des XVIe  et  XVIIe siècles. Au recensement de 1881, il fait partie de la commune d'Episkopí avec 228 habitants et est mentionné, dans la même commune, en 1900. Au recensement de 1920 il n'est pas du tout mentionné, alors qu'en 1928 il est mentionné comme faisant partie de la communauté d'Eliá.